# De Valls Bluff
De Valls Bluff è una località degli Stati Uniti d'America, capoluogo, assieme a Des Arc, della contea di Prairie, nello Stato dell'Arkansas.